# Іпа (річка)
Іпа (біл. Іпа) — річка в Гомельській області, ліва притока Прип'яті.
Довжина — 109 км, площа басейну — 1010 км², середньорічна витрата води в гирлі — 5,9 м³/с. Витоки розташовані біля села Секерічі, тече по Гомельському та Прип'ятському Поліссю по території Світлогірського, Калинковицького та Мозирського районів. Ширина річки — 10-12 м, заплава низька, до 1,5 км, долина річки заболочена.